# Liên hoan phim Việt Nam lần thứ 17
Liên hoan Phim Việt Nam lần thứ 17 được tổ chức tại Tuy Hòa, Phú Yên từ ngày 15 tháng 12 đến ngày 17 tháng 12 năm 2011. Sự kiện lần này là một trong những hoạt động văn hóa đặc biệt, hưởng ứng năm Du lịch quốc gia Duyên hải Nam Trung Bộ - Phú Yên 2011. Đây là lần đầu tiên thành phố Tuy Hòa đăng cai tổ chức sự kiện này.

## Tổ chức

### Chuẩn bị
Hạn nộp hồ sơ dự giải đến ngày 20 tháng 10 năm 2011.
Chiều 14 tháng 12, cuộc họp báo giữa Ban tổ chức Liên hoan phim Việt Nam 17 và giới truyền thông diễn ra tại Khách sạn Cendeluxe, thành phố Tuy Hòa, đưa ra thông báo diễn viên Ngọc Ánh và siêu mẫu Bình Minh được chọn làm người dẫn chương trình cho đêm khai mạc đã không thể đến dự. Đạo diễn Phạm Việt Thanh đã phải gấp rút tìm người thay thế.

### Khai mạc
Lễ khai mạc bắt đầu vào tối ngày 15 tháng 12, tại Nhà hát Sao Mai, Tuy Hòa; hai nghệ sĩ nhân dân Thế Anh và Trà Giang dẫn chương trình. Trong chương trình có phần tri ân nghệ sĩ Phương Thanh - mới qua đời trong năm - với trích đoạn của Hiền "cá sấu" trong phim "Tội lỗi cuối cùng" và giọng hát của ca sĩ Phương Thanh với ca khúc "Đời gọi em biết bao lần". Ca sĩ Cẩm Vân thể hiện ca khúc "Bài ca không quên" để tưởng nhớ những cố nghệ sĩ có công với điện ảnh Việt Nam. Chương trình cũng gợi không khí sôi nổi trở lại với ca khúc "Đừng ngồi yên trong bóng tối" của Lưu Hương Giang; và kết thúc chương trình với màn biểu diễn ca khúc "Ca ngợi tổ quốc" của Tấn Minh, Phương Thanh, Lưu Hương Giang và Quang Hào.

### Trao giải và bế mạc
Lễ trao giải và bế mạc diễn ra vào tối 17 tháng 12 do Huy Khánh và Hồng Ánh dẫn chương trình; Nghệ sĩ Nhân dân Như Quỳnh và Lê Khanh dẫn dắt phần lễ. Huy Khánh và Hồng Ánh bị đánh giá là không ăn ý, thiếu chuyên nghiệp và không thuộc kịch bản. Phần sự kiện thảm đỏ của lễ trao giải đã không được tổ chức vì trời đổ mưa; đêm bế mạc diễn ra tẻ nhạt, người dẫn chương trình liên tục nói vấp khiến khán giả bỏ về giữa chừng. Nhiều người được xướng tên chiến thắng như nhà quay phim K'Linh (phim Cô dâu đại chiến) hay nhà thiết kế âm thanh Bành Bắc Hải (phim Vũ điệu đam mê) không hề nằm trong đề cử được công bố trên màn hình. Video minh họa chiếu trên các màn hình lớn không khớp với nội dung biểu diễn trên sân khấu, các video được lặp lại suốt trao giải. Diễn viên Minh Hương và đạo diễn Bùi Thạc Chuyên nhận vai trò kéo cờ bắt đầu lễ trao giải, nhưng 10 phút trước khi chương trình được truyền hình trực tiếp, hai nghệ sĩ vẫn còn tập rượt.
Biểu diễn âm nhạc trong chương trình là các ca sĩ từng tham dự Sao Mai điểm hẹn như Mỹ Như, Lưu Hương Giang, Hà Hoài Thu, Minh Thư, ngoài ra còn có Tinna Tình.
Lễ khai mạc và bế mạc của sự kiện được lấy chủ đề Dòng sông điện ảnh, cảm hứng từ bộ phim điện ảnh đầu tiên của Việt Nam - Chung một dòng sông. Trước khi kết thúc buổi lễ, ban tổ chức cũng công bố địa điểm tổ chức Liên hoan phim Việt Nam lần thứ 18 là thành phố Hạ Long của tỉnh Quảng Ninh.

### Sự kiện khác
Trong Liên hoan phim đợt này có các sự kiện bên lề như giao lưu giữa nghệ sĩ với các chiến sĩ Trung đoàn Không quân 910 với sinh viên Trường Đại học Phú Yên, với khán giả, đồng bào các dân tộc tại thị trấn Sông Hinh. Ðặc biệt tại Liên hoan năm nay, các nghệ sĩ điện ảnh sẽ làm từ thiện tại Trường trẻ em khuyết tật Niềm Vui, Trung tâm Bảo trợ xã hội và chăm sóc người có công. Ngày 16 tháng 12 tổ chức hội thảo "Chia sẻ về chính sách phát triển điện ảnh" với có sự tham gia của diễn giả Simon Christopher Farley, nhà hoạch định chính sách phát triển điện ảnh ở châu Âu và bà Kim Jung Ah, Tổng giám đốc phụ trách điện ảnh Tập đoàn truyền thông CJ của Hàn Quốc. Sáng 17 tháng 12, hội thảo "Điện ảnh Việt Nam - Thực trạng và giải pháp" đã diễn ra. Các nhà quản lý, làm phim cùng đóng góp ý kiến, giải pháp giúp thúc đẩy, phát triển nền điện ảnh nước nhà vốn đang trong giai đoạn chuyển đổi. Hầu hết các ý kiến đều xoay quanh việc cần có một chiến lược, chính sách phát triển điện ảnh rõ ràng như đầu tư cơ sở vật chất, kỹ thuật, đào tạo nguồn nhân lực, tạo cơ chế thông thoáng cho các nhà làm phim trong nước và quốc tế.

## Giám khảo và đề cử

### Ban giám khảo
| Ban giám khảo Phim truyện nhựa / điện ảnh | Ban giám khảo Phim truyện nhựa / điện ảnh |
| ----------------------------------------- | ----------------------------------------- |
| Đạo diễn - NSƯT Lưu Trọng Ninh            | trưởng ban                                |
| Đạo diễn Nguyễn Xuân Sơn                  |                                           |
| NSND - diễn viên Trà Giang                |                                           |
| Đạo diễn Bùi Thạc Chuyên                  |                                           |
| Nhà viên kịch Trịnh Thanh Nhã             |                                           |
| NSƯT - quay phim Đinh Anh Dũng            |                                           |
| Họa sĩ Vi Kiến Thành                      |                                           |
| Nhà thiết kế âm thanh Lê Quang Đạo        |                                           |
| Nhạc sĩ Phó Đức Phương                    |                                           |
| Ban Giám khảo Phim tài liệu / khoa học    |                                           |
| NSND - đạo diễn Bùi Đình Hạc              | Trưởng ban                                |
| Ban Giám khảo Phim hoạt hình              |                                           |
| Nhà biên kịch Vũ Kim Dũng                 | Trương ban                                |

Ban tổ chức cho biết, năm nay sẽ chỉ có ba hội đồng giám khảo dành cho phim truyện nhựa, phim tài liệu và khoa học, phim hoạt hình thay vì bốn hội đồng giám khảo như các kỳ Liên hoan trước. Khung giải thưởng dành cho mỗi thể loại tham dự Liên hoan gồm: một Bông sen Vàng, hai Bông sen Bạc, hai giải thưởng của Ban giám khảo. Sau nhiều năm bị đứt quãng, Liên hoan năm nay sẽ tôn vinh những người làm âm thanh xuất sắc nhất.

### Đề cử
Thời hạn đăng ký chương trình là ngày 20 tháng 10, dù vẫn đang làm hậu kỳ nhưng bộ phim Mùi cỏ cháy vẫn tham gia đăng ký và được đặc cách tham dự.
Liên hoan lần này có 108 tác phẩm của 30 cơ sở điện ảnh trên cả nước gồm 17 phim truyện nhựa, 5 phim truyện video, 10 phim tài liệu nhựa, 52 phim tài liệu video, 8 phim khoa học và 16 phim hoạt hình.
| Phim truyện nhựa / điện ảnh                                          | Phim truyện nhựa / điện ảnh | Phim truyện nhựa / điện ảnh                                 | Phim truyện nhựa / điện ảnh |
| Tựa đề                                                               | Đạo diễn                    | Sản xuất                                                    | Chú thích                   |
| -------------------------------------------------------------------- | --------------------------- | ----------------------------------------------------------- | --------------------------- |
| Mùi cỏ cháy                                                          | Nguyễn Hữu Mười             | Hãng phim truyện Việt Nam                                   |                             |
| Tâm hồn mẹ                                                           | Phạm Nhuệ Giang             | Hãng phim truyện Việt Nam                                   |                             |
| Hoa đào                                                              | Nguyễn Thế Vinh             | Hãng phim truyện 1                                          |                             |
| Vũ điệu đam mê                                                       | Nguyễn Đức Việt             | Galaxy Thiên Ngân                                           | [ 9 ]                       |
| Cô dâu đại chiến                                                     | Victor Vũ                   | Galaxy Thiên Ngân                                           |                             |
| Khi yêu đừng quay đầu lại                                            | Nguyễn Võ Nghiêm Minh       | Galaxy Thiên Ngân                                           |                             |
| Vượt qua bến Thượng Hải                                              | Phạm Đông Vũ; Triệu Tuấn    | Hãng phim Hội Nhà văn                                       |                             |
| Tây Sơn hào kiệt                                                     | Phượng Hoàng, Lý Hùng       | Công ty TNHH Hãng phim Lý Huỳnh                             |                             |
| Nhìn ra biển cả                                                      | Vũ Châu                     | Hãng phim Hội Ðiện ảnh Việt Nam                             |                             |
| Long thành cầm giả ca                                                | Đào Bá Sơn                  | Công ty TNHH một thành viên Phim Giải Phóng                 |                             |
| Cánh đồng bất tận                                                    | Nguyễn Phan Quang Bình      | Công ty TNHH Bình Hạnh Ðan (BHD)                            | [ 1 ]                       |
| Hot boy nổi loạn và câu chuyện về thằng Cười, cô gái điếm và con vịt | Vũ Ngọc Đãng                | Công ty TNHH Bình Hạnh Ðan (BHD)                            | [ 1 ]                       |
| Những nụ hôn rực rỡ                                                  | Nguyễn Quang Dũng           | Công ty TNHH Bình Hạnh Ðan (BHD)                            | [ 1 ]                       |
| Ðể Mai tính                                                          | Charlie Nguyễn              | Công ty cổ phần đầu tư giải trí Người dậy sớm (Early Riser) |                             |
| Thiên sứ 99                                                          | Nguyễn Minh Cao             | Công ty cổ phần đầu tư giải trí Phước Sang                  |                             |
| Công chúa Teen và Ngũ hổ tướng                                       | Lê Lộc                      | Công ty cổ phần đầu tư giải trí Phước Sang                  |                             |
| Những bức thư từ Sơn Mỹ                                              | Lê Dân                      | Công ty cổ phần phim Lê Dân                                 | [ 9 ]                       |

| Đề cử Diễn viên nữ chính   | Đề cử Diễn viên nữ chính | Đề cử Diễn viên nữ chính |
| Đề cử                      | Phim tham gia            | Chú thích                |
| -------------------------- | ------------------------ | ------------------------ |
| Phùng Hoa Hoài Linh        | Tâm hồn mẹ               | [ 6 ]                    |
| Ninh Dương Lan Ngọc        | Cánh đồng bất tận        |                          |
| Nguyễn Mỹ Hạnh / Hạnh Sino | Vũ điệu đam mê           |                          |

| Nam diễn viên chính xuất sắc | Nam diễn viên chính xuất sắc | Nam diễn viên chính xuất sắc |
| Đề cử                        | Phim tham gia                | Chú thích                    |
| ---------------------------- | ---------------------------- | ---------------------------- |
| Lương Mạnh Hải               | Hot boy nổi loạn             | [ 10 ]                       |
| Quách Ngọc Ngoan             | Long thành cầm giả ca        | [ 10 ]                       |
| Tô Tuấn Dũng                 | Mùi cỏ cháy                  | [ 10 ]                       |
| Nguyễn Năng Tùng             | Mùi cỏ cháy                  | [ 10 ]                       |
| Nguyễn Thanh Sơn             | Mùi cỏ cháy                  | [ 10 ]                       |
| Lê Văn Thơm                  | Mùi cỏ cháy                  | [ 10 ]                       |

| Đạo diễn trẻ triển vọng | Đạo diễn trẻ triển vọng | Đạo diễn trẻ triển vọng |
| Đề cử                   | Phim                    | Chú thích               |
| ----------------------- | ----------------------- | ----------------------- |
| Nguyễn Thế Vinh         | Hoa đào                 | [ 11 ]                  |
| Nguyễn Quang Dũng       | Những nụ hôn rực rỡ     | [ 11 ]                  |

## Kết quả

### Phim truyện nhựa / Điện ảnh
| Giải | Phim                                                              | Đạo diễn                                                          | Sản xuất                                                          | Chú thích   |
| --- | ----------------------------------------------------------------- | ----------------------------------------------------------------- | ----------------------------------------------------------------- | ----------- |
| Xem thêm: Giải Bông Sen cho phim truyện điện ảnh                                                          |                                                                   |                                                                   |                                                                   |             |
| Không có Bông sen Vàng                                                                                    |                                                                   |                                                                   |                                                                   |             |
| Bông sen Bạc                                                                                              | Mùi cỏ cháy                                                       | Nguyễn Hữu Mười                                                   | VFS                                                               | [ 8 ]       |
| Bông sen Bạc                                                                                              | Hotboy nổi loạn, câu chuyện về thằng Cười, con vịt và cô gái điếm | Vũ Ngọc Đãng                                                      | BHD                                                               | [ 8 ]       |
| Bông sen Bạc                                                                                              | Vũ điệu đam mê                                                    | Nguyễn Đức Việt                                                   | VFS                                                               | [ 8 ]       |
| Bằng khen của Ban giám khảo                                                                               | Long thành cầm giả ca                                             | Đào Bá Sơn                                                        | Phim Giải Phóng                                                   | [ 8 ]       |
| Bằng khen của Ban giám khảo                                                                               | Cánh đồng bất tận                                                 | Nguyễn Phan Quang Bình                                            | BHD                                                               | [ 8 ]       |
| Bằng khen của Ban giám khảo                                                                               | Tâm hồn mẹ                                                        | Phạm Nhuệ Giang                                                   | VFS                                                               | [ 8 ]       |
| Xem thêm: Giải Bông Sen cho nam diễn viên chính xuất sắc và Giải Bông Sen cho nữ diễn viên chính xuất sắc |                                                                   |                                                                   |                                                                   |             |
| Giải thưởng                                                                                               | Nhận giải                                                         | Phim                                                              | Phim                                                              | Chú thích   |
| Nam diễn viên chính xuất sắc                                                                              | Quách Ngọc Ngoan                                                  | Long thành cầm giả ca                                             | Long thành cầm giả ca                                             | [ 8 ]       |
| Nữ diễn viên chính xuất sắc                                                                               | Ninh Dương Lan Ngọc                                               | Cánh đồng bất tận                                                 | Cánh đồng bất tận                                                 | [ 8 ]       |
| Nữ diễn viên chính xuất sắc                                                                               | Nguyễn Mỹ Hạnh / Hạnh Sino                                        | Vũ điệu đam mê                                                    | Vũ điệu đam mê                                                    |             |
| Nam diễn viên phụ xuất sắc                                                                                | Hồ Vĩnh Khoa                                                      | Hotboy nổi loạn, câu chuyện về thằng Cười, con vịt và cô gái điếm | Hotboy nổi loạn, câu chuyện về thằng Cười, con vịt và cô gái điếm | [ 8 ]       |
| Nữ diễn viên phụ xuất sắc                                                                                 | Phương Thanh                                                      | Những nụ hôn rực rỡ                                               | Những nụ hôn rực rỡ                                               |             |
| Nữ diễn viên phụ xuất sắc                                                                                 | Lê Khánh                                                          | Cô dâu đại chiến                                                  | Cô dâu đại chiến                                                  |             |
| Xem thêm: Giải Bông Sen cho đạo diễn xuất sắc và Giải Bông Sen cho biên kịch xuất sắc                     |                                                                   |                                                                   |                                                                   |             |
| Giải thưởng                                                                                               | Nhận giải                                                         | Phim                                                              | Phim                                                              | Chú thích   |
| Đạo diễn                                                                                                  | Vũ Ngọc Đãng                                                      | Hotboy nổi loạn, câu chuyện về thằng Cười, con vịt và cô gái điếm | Hotboy nổi loạn, câu chuyện về thằng Cười, con vịt và cô gái điếm | [ 8 ]       |
| Đạo diễn triển vọng                                                                                       | Nguyễn Quang Dũng                                                 | Những nụ hôn rực rỡ                                               | Những nụ hôn rực rỡ                                               |             |
| Quay phim                                                                                                 | Nguyễn Nam                                                        | Hotboy nổi loạn, câu chuyện về thằng Cười, con vịt và cô gái điếm | Hotboy nổi loạn, câu chuyện về thằng Cười, con vịt và cô gái điếm |             |
| Quay phim                                                                                                 | K'Linh                                                            | Cô dâu đại chiến                                                  | Cô dâu đại chiến                                                  |             |
| Biên kịch                                                                                                 | Hoàng Nhuận Cầm                                                   | Mùi cỏ cháy                                                       | Mùi cỏ cháy                                                       | [ 8 ]       |
| Họa sĩ | Nguyễn Trung Phan, Nguyễn Mạnh Đức                                | Long thành cầm giả ca                                             | Long thành cầm giả ca                                             |             |
| Thiết kế âm thanh                                                                                         | Bành Bắc Hải                                                      | Vũ điệu đam mê                                                    | Vũ điệu đam mê                                                    | [ 6 ]       |
| Âm nhạc xuất sắc                                                                                          | Võ Thiện Thanh, Huy Tuấn                                          | Những nụ hôn rực rỡ                                               | Những nụ hôn rực rỡ                                               | [ 6 ] [ 8 ] |

### Phim video / điện ảnh truyền hình
| Giải thưởng                            | Phim                                   | Đạo diễn                               | Sản xuất                               |
| Không có Bông sen vàng và Bông sen bạc | Không có Bông sen vàng và Bông sen bạc | Không có Bông sen vàng và Bông sen bạc | Không có Bông sen vàng và Bông sen bạc |
| -------------------------------------- | -------------------------------------- | -------------------------------------- | -------------------------------------- |
| Giải thưởng Ban giám khảo              | Rượu cần đêm mưa                       | Nguyễn Đức Việt                        | [ 6 ]                                  |
| Giải thưởng Ban giám khảo              | Vũ khúc ánh trăng                      | Đặng Thái Huyền                        | [ 6 ]                                  |

### Phim tài liệu / khoa học
| Phim khoa học                                                                         | Phim khoa học                         | Phim khoa học                         | Phim khoa học                             | Phim khoa học |
| Giải thưởng                                                                           | Phim                                  | Đạo diễn                              | Sản xuất                                  | Chú thích     |
| ------------------------------------------------------------------------------------- | ------------------------------------- | ------------------------------------- | ----------------------------------------- | ------------- |
| Bông sen Vàng                                                                         | Bướm - Côn trùng cánh vẩy             | Trịnh Quang Tùng, Bùi Thị Phương Thảo | Hãng phim Tài liệu và khoa học Trung ương | [ 8 ]         |
| Bông sen Bạc                                                                          | Rừng Cà Mau kể chuyện                 |                                       | Hãng phim Tài liệu và khoa học Trung ương |               |
| Giải thưởng Ban giám khảo                                                             | Gầm ghì trắng                         |                                       | Ban Khoa giáo Đài Truyền hình Việt Nam    | [ 12 ]        |
| Xem thêm: Giải Bông Sen cho đạo diễn xuất sắc và Giải Bông Sen cho biên kịch xuất sắc |                                       |                                       |                                           |               |
| Giải thưởng                                                                           | Nhận giải                             | Phim tham gia                         | Phim tham gia                             | Chú thích     |
| Đạo diễn                                                                              | Trịnh Quang Tùng, Bùi Thị Phương Thảo | Bướm - Côn trùng cánh vẩy             | Bướm - Côn trùng cánh vẩy                 |               |
| Biên kịch                                                                             | Nguyễn Thu Tuyết                      | Bướm - Côn trùng cánh vẩy             | Bướm - Côn trùng cánh vẩy                 |               |

| Phim tài liệu video       | Phim tài liệu video                       | Phim tài liệu video | Phim tài liệu video                       | Phim tài liệu video |
| Giải thưởng               | Phim                                      | Đạo diễn            | Sản xuất                                  | Chú thích           |
| ------------------------- | ----------------------------------------- | ------------------- | ----------------------------------------- | ------------------- |
| Bông sen Vàng             | Hồ Chí Minh - cội nguồn cảm hứng sáng tạo | Tô Hoàng            | Hãng phim Nguyễn Đình Chiểu               | [ 8 ]               |
| Bông sen Bạc              | Chuyện Ông Hội đồng                       |                     | Hãng phim Tài liệu và khoa học Trung ương | [ 6 ] [ 12 ]        |
| Bông sen Bạc              | Bạn thờ ơ với nó                          |                     | Hãng phim Tài liệu và khoa học Trung ương | [ 6 ] [ 12 ]        |
| Giải thưởng Ban giám khảo | Xe ôm                                     |                     | Hãng phim Xanh                            | [ 6 ] [ 12 ]        |
| Giải thưởng Ban giám khảo | Thả một bè lau                            |                     | Công ty TNHH một thành viên Giải Phóng    | [ 6 ] [ 12 ]        |

| Phim tài liệu nhựa                                                                    | Phim tài liệu nhựa          | Phim tài liệu nhựa          | Phim tài liệu nhựa                        | Phim tài liệu nhựa |
| Giải thưởng                                                                           | Phim                        | Đạo diễn                    | Sản xuất                                  | Chú thích          |
| ------------------------------------------------------------------------------------- | --------------------------- | --------------------------- | ----------------------------------------- | ------------------ |
| Bông sen Vàng                                                                         | Hoàng Sa trong lòng Tổ quốc |                             | Điện ảnh Quân đội                         | [ 8 ]              |
| Bông sen Bạc                                                                          | Người thắp lửa              |                             | Hãng phim Tài liệu và khoa học Trung ương | [ 6 ] [ 12 ]       |
| Bông sen Bạc                                                                          | Sóng nhà giàn               | Phạm Huyên                  | Điện ảnh Quân đội                         | [ 6 ]              |
| Giải thưởng Ban giám khảo                                                             | Gươm đàn Thăng Long         |                             |                                           | [ 6 ]              |
| Giải thưởng Ban giám khảo                                                             | Từ Thác Bà đến Sơn La       |                             | Hãng phim Tài liệu và khoa học Trung ương | [ 6 ]              |
| Xem thêm: Giải Bông Sen cho đạo diễn xuất sắc và Giải Bông Sen cho biên kịch xuất sắc |                             |                             |                                           |                    |
| Giải thưởng                                                                           | Nhận giải                   | Phim                        | Phim                                      | Chú thích          |
| Đạo diễn                                                                              | Lưu Quỳ                     | Hoàng Sa trong lòng Tổ quốc | Hoàng Sa trong lòng Tổ quốc               | [ 6 ]              |
| Quay phim                                                                             | Vương Khánh Trần Linh       | Từ Thác Bà đến Sơn La       | Từ Thác Bà đến Sơn La                     | [ 6 ]              |

### Phim hoạt hình
| Giải thưởng               | Nhận giải          | Đạo diễn           | Sản xuất                     | Chú thích |
| ------------------------- | ------------------ | ------------------ | ---------------------------- | --------- |
| Bông sen Vàng             | Chiếc lá           | Phạm Hồng Sơn      | Hãng phim hoạt hình Việt Nam | [ 8 ]     |
| Bông sen Bạc              | Quái vật hồ sen    |                    |                              | [ 6 ]     |
| Bông sen Bạc              | Người con của Rồng |                    | Hãng phim Hội điện ảnh VN    | [ 6 ]     |
| Giải thưởng Ban giám khảo | Giấc mơ Loa Thành  |                    | Hãng phim Hoạt hình Việt Nam | [ 6 ]     |
| Giải thưởng Ban giám khảo | Vũ điệu ánh sáng   |                    |                              | [ 6 ]     |
| Giải cá nhân              |                    |                    |                              |           |
| Giải thưởng               | Nhận giải          | Phim tham gia      | Phim tham gia                | Chú thích |
| Đạo diễn                  | Phạm Hồng Sơn      | Chiếc lá           | Chiếc lá                     | [ 6 ]     |
| Biên kịch                 | Nguyễn Thu Trang   | Chiếc lá           | Chiếc lá                     | [ 6 ]     |
| Họa sĩ tạo hình           | Phạm Ngọc Tuấn     | Chiếc lá           | Chiếc lá                     | [ 6 ]     |
| Thiết kế âm thanh         | Bành Bắc Hải       | Chiếc lá           | Chiếc lá                     | [ 6 ]     |
| Âm nhạc                   | Đặng Hữu Phúc      | Người con của Rồng | Người con của Rồng           | [ 6 ]     |
| Họa sĩ diễn xuất          | (Nhóm họa sĩ)      | Vũ điệu ánh sáng   | Vũ điệu ánh sáng             | [ 6 ]     |